# Vuelta rápida

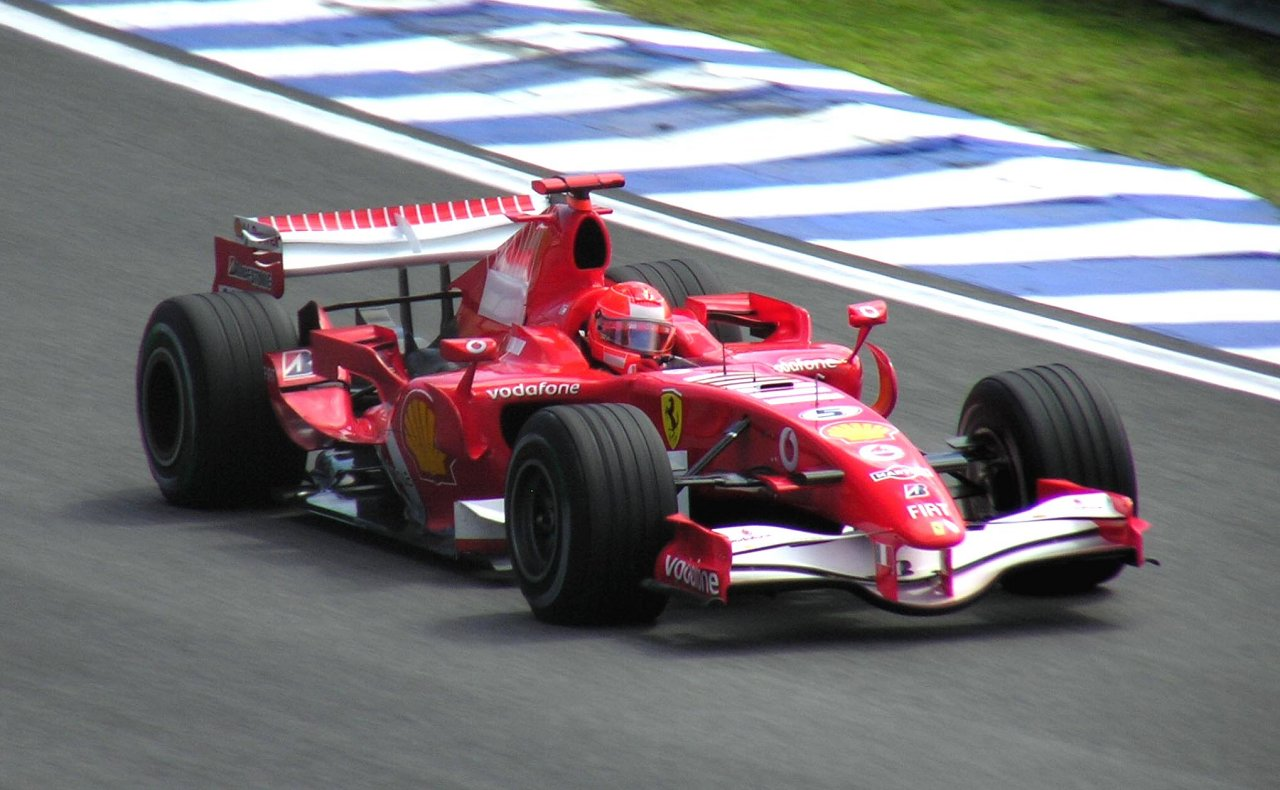
Michael Schumacher es el piloto de Fórmula 1 con más vueltas rápidas: tiene un total de 77.

En automovilismo y motociclismo, se conoce como vuelta rápida a la vuelta más rápida lograda por un piloto durante una carrera. En algunas competiciones, como GP3 Series, Fórmula 1, Fórmula 2 o Fórmula E, se premia con puntos a los pilotos o equipos que la logren.
En Fórmula 1 se daba un punto al piloto que la lograra hasta la temporada 1960 y volvió a otorgarse desde la temporada 2019. Desde 2007, el piloto que más vueltas rápidas marque durante la temporada es premiado con el Trofeo DHL Vuelta rápida. En la actualidad, Michael Schumacher posee el récord de vueltas rápidas en la categoría, con un total de 77. Lewis Hamilton ocupa el segundo lugar con 67 vueltas rápidas. Kimi Räikkönen ocupa el tercer lugar con 46 vueltas rápidas.
En MotoGP no se dan puntos por la vuelta rápida. En la actualidad, Giacomo Agostini posee el récord de vueltas rápidas  en las categorías, con un total de 117. Valentino Rossi ocupa el segundo lugar con 96 vueltas rápidas. Marc Márquez ocupa el tercer lugar con 86 vueltas rápidas.

## Pilotos con más vueltas rápidas

### Fórmula 1
Nota: actualizado a la carrera del  Gran Premio de Gran Bretaña de 2025.
| Pos. | Piloto             | Vueltas rápidas |
| ---- | ------------------ | --------------- |
| 1    | Michael Schumacher | 77              |
| 2    | Lewis Hamilton     | 67              |
| 3    | Kimi Räikkönen     | 46              |
| 4    | Alain Prost        | 41              |
| 5    | Sebastian Vettel   | 38              |
| 6    | Max Verstappen     | 34              |
| 7    | Nigel Mansell      | 30              |
| 8    | Jim Clark          | 28              |
| 9    | Fernando Alonso    | 26              |
| 10   | Mika Häkkinen      | 25              |
| 11   | Niki Lauda         | 24              |
| 12   | Juan Manuel Fangio | 23              |
| 12   | Nelson Piquet      | 23              |

* En negrita los pilotos que siguen en activo.

### Campeonato del Mundo de Motociclismo
Nota: actualizado a la carrera del  Gran Premio de la República Checa de 2025.
| Pos. | Piloto           | Vueltas rápidas |
| ---- | ---------------- | --------------- |
| 1    | Giacomo Agostini | 117             |
| 2    | Valentino Rossi  | 96              |
| 3    | Marc Márquez     | 86              |
| 4    | Ángel Nieto      | 81              |
| 5    | Mike Hailwood    | 79              |
| 6    | Dani Pedrosa     | 64              |
| 7    | Mick Doohan      | 46              |
| 8    | Max Biaggi       | 42              |
| 9    | Jorge Lorenzo    | 37              |
| 10   | Phil Read        | 36              |

* En negrita los pilotos que siguen en activo.